# Henry Tazewell
Pour les articles homonymes, voir Tazewell.
Henry Tazewell (27 novembre 1753, comté de Brunswick – 24 janvier 1799, Philadelphie) est un homme politique américain originaire de Virginie.
Il est élu au Sénat en 1794, puis réélu en 1798, et sert dans les 3e, 4e et 5e congrès. Il meurt en poste au début de l'année 1799 à Philadelphie.
Son fils, Littleton Waller Tazewell (en) (1774-1860), fait également carrière dans la politique.
Il a donné son nom au comté de Tazewell, en Virginie, et à la ville de Tazewell, dans le Tennessee.